# Arthur’s Warehouse
Arthur’s Warehouse ist ein Geschäftsgebäude in der schottischen Stadt Glasgow. 1966 wurde das Bauwerk in die schottischen Denkmallisten in der höchsten Denkmalkategorie A aufgenommen.

## Geschichte
Am Standort befand sich der Sitz des Kutschbauers Archibald MacLellan. Nachdem ein Brand diesen verheert hatte, ließ MacLellan zwischen 1849 und 1850 das heutige Gebäude errichten. Für den Entwurf zeichnet der schottische Architekt James Salmon senior verantwortlich. Später pachtete das Unternehmen D & J Macdonald, der größte Musselinproduzent Glasgows, das Gebäude. Durch den folgenden Eigentümer Arthur & Co erhielt das Gebäude seinen heutigen Namen. Es wurde in vier Fachpublikationen thematisiert.

## Beschreibung
Arthur’s Warehouse steht an der Miller Street östlich des Stadtzentrums von Glasgow. Das dreistöckige Gebäude ist im Stile der Neorenaissance ausgestaltet. Die ostexponierte Frontfassade entlang der Miller Street ist 15 Achsen weit, die im Schema 6–3–6 angeordnet sind. Im Bereich des Erdgeschosses ist das Mauerwerk teilweise rustiziert. Der leicht heraustretende Mittelrisalit ist am aufwändigsten ornamentiert. Links führt ein Durchgang auf den Innenhof. Auf der Zentralachse finden sich venezianische Fenster, die mit Pilastern und Gesimsen gestaltet sind und mit Segmentbogengiebeln schließen. Die gleichen Giebel verdachen die flankierenden Fenster. Auf dem die Fassade abschließenden Kranzgesimse sitzt eine steinerne Balustrade auf.